# 陳賢 (栄昌伯)
陳 賢（ちん けん、生年不詳 - 1415年）は、明代の軍人。本貫は寿州。

## 生涯
はじめ洪武帝に従って功を立て、雄武衛百戸に任じられた。西番や雲南への遠征に従軍し、北征してはブイル湖に達し、いずれも功績があった。燕山右護衛指揮僉事となった。1399年（建文元年）、靖難の変が起こると、燕王朱棣に従って転戦し、敵陣に突入しては堅陣を陥したことから、軍中にその驍勇を知られるようになった。都督僉事に累進した。1403年（永楽元年）4月、栄昌伯に封じられ、1000石の禄を賜った。1410年（永楽8年）、神機将軍の号を受け、永楽帝（朱棣）の第一次漠北遠征に従軍した。1415年（永楽13年）11月、死去した。

## 子女
陳賢の子の陳智は、功績を立てて常山右護衛指揮となり、父の栄昌伯の爵位を嗣いだ。宣徳年間、参将として征夷将軍の号を受け、交趾に駐屯した。黎利の勢力拡大に抵抗できず、敗戦した。爵位を剥奪されて、事官とされた。王通に従って功を立てた。任地を放棄して北京に帰ったため、獄に下された。ほどなく釈放された。正統初年に、指揮使として再び起用された。